# Masahiko Mifune
Masahiko Mifune (jap. 三船 雅彦 Mifune Masahiko; * 8. Januar 1969 in Jōyō, Kyōto) ist ein japanischer Cyclocross- und Straßenradrennfahrer.
Masahiko Mifune begann seine Karriere 1994 bei dem australischen Radsportteam Panasonic. 1997 wechselte er zu der belgischen Mannschaft Tönissteiner-Colnago. Im Jahr 2000 gewann er den Kansai Cyclo-Cross in Rittō und ein Jahr später wurde er japanischer Crossmeister. In der Saison 2004 gewann er das Kriterium Hong-Kong Cycle Classic, ein Crossrennen in Katsuragawa und eine Etappe bei der Tour of South China Sea. Ab 2005 fuhr er für Miyata-Subaru, wo er zum zweiten Mal den Kansai Cyclo-Cross und ein Crossrennen in Lake Biwa gewann. Seit 2007 fährt Mifune für das japanische Continental Team Matrix Powertag. In seiner ersten Saison dort war er auf einem Teilstück der Tour of Thailand erfolgreich.

## Erfolge – Straße
2004
- eine Etappe Tour of South China Sea

2007
- eine Etappe Tour of Thailand

## Erfolge – Cross
2000/2001
- Kansai Cyclo-Cross Meeting Yasu Round, Rittō

2001/2002
- Japanischer Crossmeister

2005/2006
- Kansai Cyclo-Cross Meeting Yasu Round, Rittō

## Teams
- 1994 Panasonic
- 1995 F.S. Maestro-Frigas
- 1996 Sit & Sit-F.S. Maestro
- 1997 Tönissteiner-Colnago
- 1998 Tönissteiner-Colnago
- 1999 Tönissteiner-Colnago
- 2000 Tönissteiner-Colnago
- 2001 Landbouwkrediet-Colnago
- 2002 Landbouwkrediet-Colnago

- 2005 Miyata-Subaru
- 2006 Miyata-Subaru
- 2007 Matrix Powertag
- 2008 Matrix Powertag

- 2013 JP Sports Test Team Massa Andex
- 2014 JP Sports Test Team Massa Andex
- 2015 JP Sports Test Team Massa Andex